# إبراهيم العجمي
إبراهيم العجمي (مواليد 27 سبتمبر 1996، لاعب كرة قدم يمني يحمل جواز سفر إماراتي يجيد اللعب في خط وسط يلعب كلاعب من مواليد الإمارات.

## مسيرة اللاعب
لعب العجمي مع نادي مصفوت و في عام 2020 وقع مع نادي الظفرة.

## روابط خارجية
إبراهيم العجمي على موقع قاعدة بيانات كرة القدم.إي يو (الإنجليزية)
- إبراهيم العجمي على موقع Soccerway.com (الإنجليزية)